# Шпотино
Шпотино (укр. Шпотине) — село, относится к Старобельскому району Луганской области Украины.
Население по переписи 2001 года составляло 449 человек. Почтовый индекс — 92744. Телефонный код — 6461. Занимает площадь 1,132 км². Код КОАТУУ — 4425187001.
Шпотино является центром Шпотинского сельского совета, расположено в 25 км от районного центра и железнодорожной станции Старобельск. В 1970-е годы в селе было 208 дворов и проживало 612 человек. Сельсовету подчинены села Сеньково и Тецкое.
За Шпотинским сельским советом закреплено 7,1 тыс. га земельных угодий, в т. ч. 4,5 тыс. га пахотной земли. Сельское хозяйство специализируется на производстве молока и выращивании зерновых культур.
Здесь имеется девятилетняя школа, клуб, библиотека с книжным фондом 5,8 тыс. экземпляров; медпункт, отделение связи, 2 магазина.
Шпотино возникло в середине XIX в. В годы Великой Отечественной войны в рядах Советской Армии сражались 280 жителей села. 230 из них награждены орденами и медалями СССР. 96 фронтовиков погибли на полях сражений. В их честь в центре села сооружен памятник.

## Местный совет
92744, Луганская обл., Старобельский р-н, с. Шпотино, ул. Ленина, 104.